# Hansueli Gürber
Hansueli Gürber (* 2. Februar 1951 in Zürich als Hans-Ulrich Gürber; † 2. Juli 2022) war ein Jugendanwalt des Schweizer Kantons Zürich.

## Werdegang
Gürber studierte Rechtswissenschaften an der Universität Zürich und absolvierte 1977 ein Praktikum in der Strafanstalt Regensdorf, zuletzt als Sachbearbeiter im Disziplinarwesen. Es folgten weitere berufliche Stationen als Auditor und Gerichtssekretär beim Bezirksgericht Zürich und im Nebenamt als Rechtsberater für Insassen der Strafanstalt Regensdorf (1977–1979), als Bezirksanwalt der Bezirksanwaltschaft Zürich (1979–1983) und Bezirksrichter beim Bezirksgericht Zürich (1983–1985).
1985 wurde er leitender Jugendanwalt für den Bezirk Horgen und sogenannter «Zigeuner»-Sachbearbeiter für den Kanton Zürich. Ab 1995 war er auch der Mediensprecher, ebenfalls für den ganzen Kanton. Als solcher arbeitete er sich zu einem namhaften Jugendanwalt empor und brachte der Öffentlichkeit das schweizerische Jugendstrafrecht näher. Er ist dafür bekannt, dass er sich für seine Klienten einsetzte, obwohl er von Amtes wegen auch gegen sie antreten musste. In Interviews betonte er mehrfach, dass es je nach Umstand ohne Repression wie z. B. Haft nicht geht.
Von 2007 bis 2014 war Gürber in einer leitender Position der Jugendanwaltschaft der Stadt Zürich und liess sich anschliessend vorzeitig pensionieren. Er wohnte in Adliswil, war verheiratet und Vater von fünf erwachsenen Kindern, von denen zwei aus einer ausserehelichen Beziehung stammen. Durch sein Aussehen – mit Brille, langen Haaren und vormals mit einem Vollbart – wird ihm nachgesagt, ein Hippie zu sein. Er verstarb unerwartet im Juli 2022 im Alter von 71 Jahren.

## Der «Fall Carlos»
Im August 2013 sendete das Schweizer Fernsehen den Dokumentarfilm Der Jugendanwalt, in dem sich Hansueli Gürber beruflich und privat porträtieren liess. Dabei gab er die Geschichte eines Klienten preis, der seither «Carlos» genannt wird und sich bei Shemsi Beqiri Thaibox-Unterricht nahm, sich aber derzeit wegen verschiedener Straftaten in der Strafanstalt Pöschwies befindet. Der damals 17-jährige «Carlos» hatte eine schwierige Kindheit und Jugendzeit verbracht und galt als äusserst schwieriger Jugendlicher, so dass man den straffällig Gewordenen in keinem Heim wollte; er hatte unter anderem eine Messerstecherei begangen. Gürber war als zuständiger Jugendanwalt verpflichtet, für ihn nach einer tragfähigen Lösung zu suchen. Nach langwierigen Verhandlungen mit weiteren zuständigen Instanzen kam man zum Schluss, dass nur ein „Sondersetting“ in Frage kam.
Dieses Vorgehen löste eine grosse Welle der Empörung aus, nicht zuletzt, weil ein Sondersetting monatlich Steuergelder in fünfstelliger Gesamthöhe (~ CHF 24'000.-) kostet. Die Tageszeitung Blick liess am 27. August 2013 die Schlagzeile «Sozialwahn» erscheinen, und Gürber wurde verantwortlich gemacht und als «Kuscheljustiziar» gescholten. Durch die losgetretene Pressekampagne kam die Jugendanwaltschaft in grosse Schwierigkeiten. Gürber musste das Dossier an einen andern Jugendanwalt abgeben und erhielt Morddrohungen. Auf eine Weisung seiner Vorgesetzten durfte er sich in Interviews zum «Fall Carlos» nicht mehr äussern. Er liess aber die Öffentlichkeit wissen, dass man während eines Sondersettings 24 Stunden im Tag überwacht wird und dies nicht lustig sei. Die Preisgabe des Beispiels von «Carlos» in einer Fernsehsendung gestand er als Fehler ein.
Am 13. Dezember 2013 wurde das Sondersetting eingestellt und «Carlos» ins Massnahmenzentrum Uitikon, also in ein Gefängnis überstellt. Das Bundesgericht erkannte aber, dass sich «Carlos» nichts mehr zuschulden kommen lassen hatte und die Inhaftierung nur auf Druck der Öffentlichkeit erfolgt war und ordnete die Fortsetzung des Sondersettings an.
Neben Gürber kamen auch sein Vorgesetzter Marcel Riesen-Kupper und der zuständige Regierungsrat Martin Graf in den Fokus der Medien. Letzterer machte Gürber im April 2015 für seine Abwahl aus der Kantonsregierung verantwortlich.